# Kompania Saperów SBSK
Kompania Saperów Samodzielnej Brygady Strzelców Karpackich (ksap) – pododdział saperów Polskich Sił Zbrojnych.

## Historia kompanii
24 czerwca 1940 roku dowódca Brygady Strzelców Karpackich wydał rozkaz sformowania kompanii saperów. Początkowo kompania składała się z dowództwa oraz 2 plutonów saperów. Dowódca kompanii początkowo został porucznik Antonii Otrębski. Kompania została wyposażona częściowo w sprzęt i pojazdy mechaniczne. Po upadu Francji w czerwcu 1940 roku kompania wraz z Brygadą udała się do Palestyny, gdzie kwaterowała w obozie Latrum na drodze Tel-Aviv do Jerozolimy. We wrześniu 1940 roku został sformowany 3 pluton saperów. Pod koniec września Brygada wraz z kompanią zostają przesunięci z Palestyny do Egiptu. Na przełomie 1940 i 1941 roku kompania saperów została rozwinięta w Oddział Saperów pod dowództwem majora Rakowskiego. Saperzy otrzymali sprzęt i wyposażenie brytyjskie. W sierpniu 1941 roku ponowna reorganizacja Brygady i w tym Oddziału Saperów, który zostaje ponownie zmniejszony do kompanii saperów. Saperzy biorą udział w obronie Tobruku, zastępując saperów australijskich. Dnia 3 maja 1942 roku ogłoszony został rozkaz Naczelnego Wodza, gen. W. Sikorskiego, o organizacji  3 Dywizji Strzelców Karpackich, utworzonej z  SBSK i oddziałów polskich ewakuowanych z ZSRR. Dowództwo Oddziału Saperów rozwinęło się w Dowództwo Saperów 3 DSK, 1, 2 i 3 pluton saperów stały się trzonem formujących się 1, 2, i 3 Karpackiej Kompanii Saperów, a pluton parkowy - 3 Karpackiej Kompanii Parkowej Saperów.

## Obsada personalna kompanii saperów

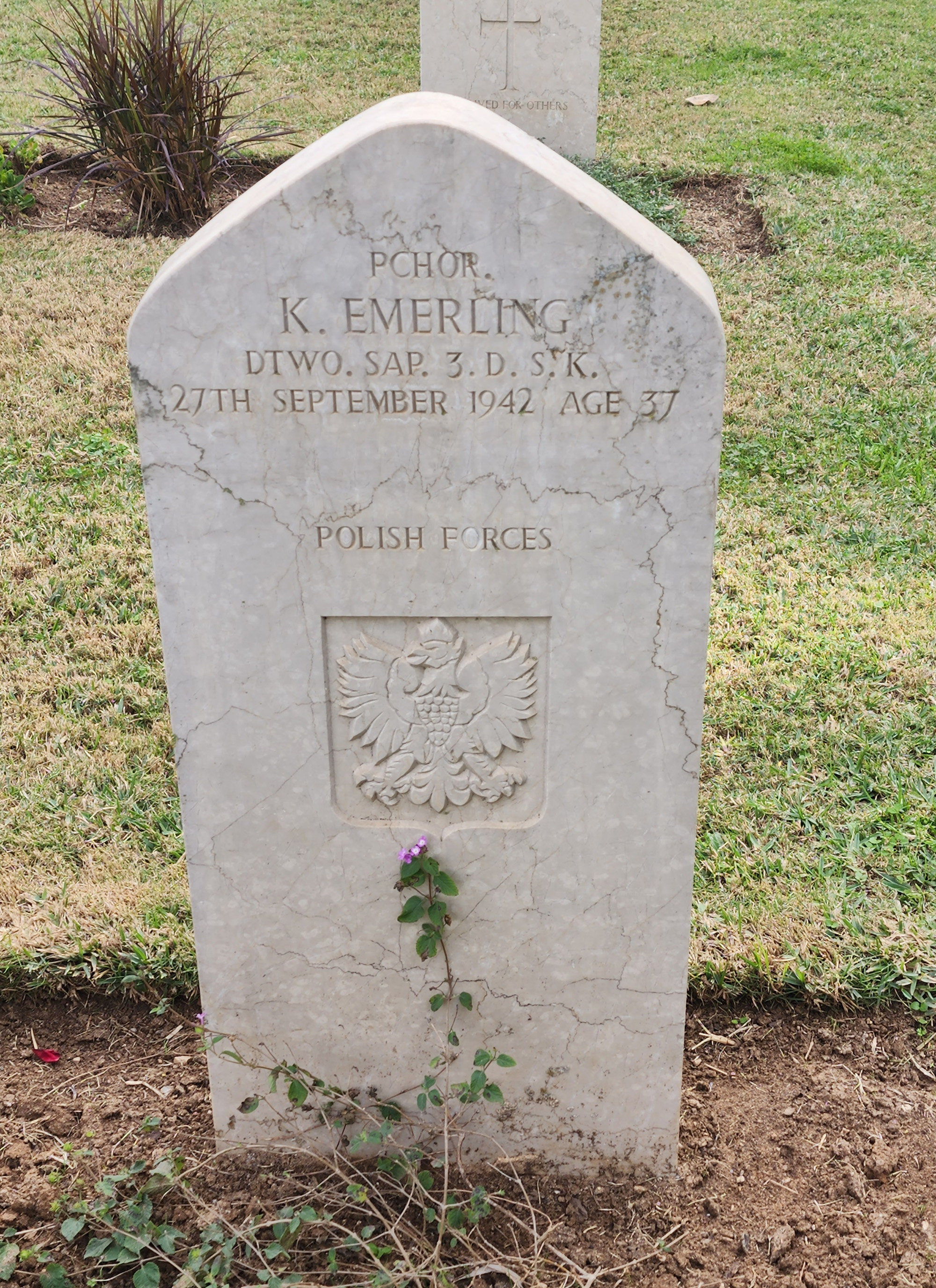
Grób kpr. pchor. Kazimierza Emerlinga

Oficerowie pełniący służbę w saperach SBSK w okresie do sierpnia 1941 r.:
- kpt. Jerzy Skalski – dowódca kompanii saperów,
- kpt. Walerian Cheładze – dowódca Kompanii Parkowej Saperów,
- por. Henryk Woźnicki – adiutant dowódcy Oddziału Saperów,
- ppor. Stefan Borowiński – oficer młodszy.

Kadra Oddziału Saperów SBSK w czasie kampanii libijskiej:
- dowódca Saperów SBSK i dowódca kompanii – mjr inż. Władysław Rakowski
- zastępca dowódcy kompanii – mjr Gracjan Dąbrowski
- dowódca 1 plutonu – por. Józef Turowski (później zastępca dowódcy kompanii – kpt.)
- dowódca 2 plutonu – ppor. Zygmunt Nowak
- zastępca dowódcy 2 plutonu – pchor. Władysław Godzisz
- dowódca 3 plutonu – por. Jarosław Korduba
- zastępca dowódcy 3 plutonu – pchor. Antoni Żółkowski
- dowódca plutonu parkowego – por. Antoni Otrębski
- oficer techniczny – ppor. Władysław Wojnarski
- oficer plutonu parkowego – ppor. Władysław Galatowicz
- szef kompanii – st. sierż. Michał Włodarek
- tłumacz – pchor. Karol Koroński
- lekarz – pchor. dr Giersz Sosna, później ppor. dr Alfons Olejnik
- Podchorążowie – pchor. Jan Danek, pchor. Kazimierz Emerling (†27 IX 1942[2]), pchor. inż. Delfin Grodzicki, pchor. Beno Haber, pchor. Władysław Jamroz, pchor. Kazimierz Mielczarek, pchor. Witold Zawilski.
- dowódca plutonu pionierów 1 Batalionu Strzelców Karpackich – por. piech. Bernard Krieger
- zastępca dowódcy plutonu pionierów – sierż. pchor. piech. Rudolf Czulak i plut. pchor. sap. Tadeusz Szeja
- dowódca plutonu pionierów 3 Batalionu Strzelców Karpackich – ppor. piech. Jan Gruca
- dowódca plutonu pionierów 3 Batalionu Strzelców Karpackich – ppor. sap. Zbigniew Tyczkowski
- zastępca dowódcy plutonu pionierów – plut. pchor. sap. Henryk Hartman

Polegli na polu chwały:
- mjr Gracjan Dąbrowski † 23 XII 1941 Morze Śródziemne
- sierż. Alfons Szulc † 10 XII 1941 Tobruk
- sierż. Kazimierz Szymankiewicz † 30 VIII 1941 Tobruk
- plut. Kazimierz Schwarz † 16 III 1942 Tobruk
- plut. Piotr Żytyński † 14 III 1942 Tobruk
- kpr. Jan Dederko † 14 III 1942 Tobruk
- kpr. Władysław Grzegorzak † 10 XII 1941 Tobruk
- kpr. Aleksander Januszkiewicz † 10 XII 1941 Tobruk
- st. sap. Władysław Nuckowski † 10 XII 1941 Tobruk
- st. sap. Jan Rygiel † 10 XII 1942 Tobruk
- sap. Grzegorz Minkiewicz † 20 II 1942 Tobruk[1]